# Jabukovac (Petrinja)
Jabukovac je mjesto u Sisačko-moslavačkoj županiji, administrativno u sastavu grada Petrinje, smješteno južno od grada.

## Stanovništvo
Prema popisu iz 1991. godine Jabukovac je naseljavalo 325 stanovnika.
- Srbi - 282 (86,76%)
- Jugoslaveni - 21 (6,46%)
- Hrvati - 15 (4,61%)
- ostali, neopredijeljeni i nepoznato - 7 (2,15%)

Prema popisu iz 2001. godine ovo naselje je imalo ukupno 163 stanovnika, od toga 120 Hrvata.
| broj stanovnika | 315   | 370   | 408   | 528   | 614   | 561   | 552   | 596   | 365   | 328   | 356   | 351   | 333   | 325   | 163   | 141   | 110   |
|                 | 1857. | 1869. | 1880. | 1890. | 1900. | 1910. | 1921. | 1931. | 1948. | 1953. | 1961. | 1971. | 1981. | 1991. | 2001. | 2011. | 2021. |

## Obrazovanje
- Osnovna škola Jabukovac